# Украинско-французские отношения
Украинско-французские отношения — двусторонние дипломатические отношения между Украиной и Францией.

## История
В сентябре 1998 года президент Франции Жак Ширак совершил официальный государственный визит на Украину. Президент Украины Пётр Алексеевич Порошенко совершил государственный визит во Францию 26 июня 2017 года, где провёл встречу с президентом страны Эмманюэлем Макроном. Во время визита президент Украины также посетил город Санлис, чтобы встретиться с представителями украинской общины Франции и почтить память Анны Ярославны.

## Дипломатические представительства
- Украина имеет посольство в Париже[4] и генеральное консульство в Марселе. Чрезвычайный и полномочный посол Украины во Франции — Вадим Владимирович Омельченко.
- Франция имеет посольство в Киеве[5]. Чрезвычайный и полномочный посол Франции на Украине — Этьен де Понсен.

## Торговля
За первые шесть месяцев 2017 года товарооборот между странами вырос на 15,2 %.